# Mittelherwigsdorf
Mittelherwigsdorf ist eine sächsische Gemeinde im Landkreis Görlitz. Sie liegt nahe Zittau in der südlichen Oberlausitz.

## Geographie

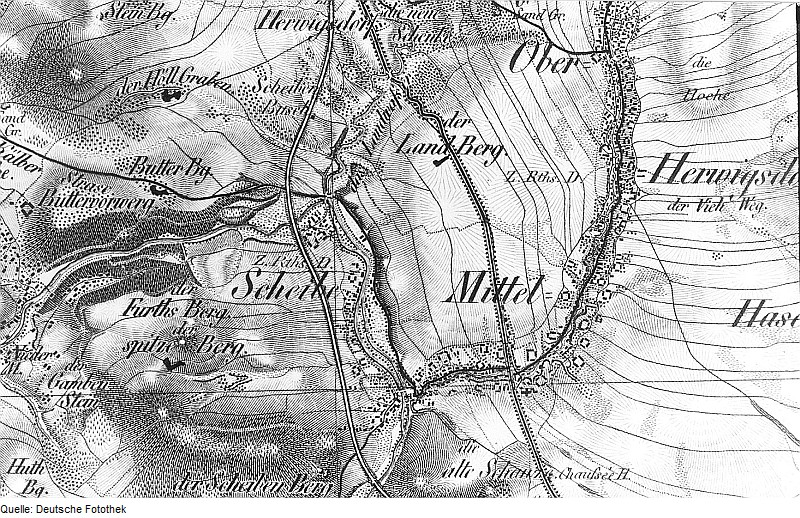
Karte von Oberreit mit Mittelherwigsdorf um 1845

Das 7,5 Kilometer lange Waldhufendorf liegt etwa 3 Kilometer nordwestlich von Zittau am Rietschebach und der Mandau im Bereich der Zittauer und Oderwitzer Becken. Bogenförmig setzt es sich zusammen aus Oberherwigsdorf (Oberdorf), Mittelherwigsdorf (Mitteldorf) und der Scheibe. Die Ortsteile Oberseifersdorf und Eckartsberg liegen (nord)östlich davon, und der Ortsteil Radgendorf wiederum liegt östlich von Eckartsberg.
Umgebende Gemeinden sind Herrnhut (Ortsteil Großhennersdorf) im Norden, Zittau vom Nordosten bis Süden, Bertsdorf-Hörnitz und Hainewalde im Südwesten, und Oderwitz im Westen.
Die Bundesstraße 96 schneidet auf ihrem Weg von Oderwitz nach Zittau das Mitteldorf und nimmt südlich davon die von Spitzkunnersdorf kommende Staatsstraße 139 auf, die das Siedlungsgebiet von Mittelherwigsdorf tangiert. Nach ihrer Fertigstellung wird die von der Bundesautobahn 4 kommende und über Löbau führende Bundesstraße 178 das Oberdorf schneiden und zwischen Oberseifersdorf und Eckartsberg in die bereits bestehende Nordostumgehung der Zittauer Innenstadt einmünden, die die Bundesstraße 99 kreuzt und bis zum Grenzübergang Zittau–Sieniawka führt.

## Gemeindegliederung
1994 haben sich die seinerzeit eigenständigen Gemeinden Mittelherwigsdorf, Oberseifersdorf sowie Eckartsberg (mit Radgendorf) zur heutigen Gemeinde Mittelherwigsdorf zusammengeschlossen. Sitz der Gemeindeverwaltung ist das Gemeindeamt in Mittelherwigsdorf. Markus Hallmann (FWV) ist der aktuelle Bürgermeister der Gemeinde.
Ortsteile der Gemeinde Mittelherwigsdorf sind:
- Eckartsberg (810 Einwohner, 694,33 ha),
- Mittelherwigsdorf (1563 Einwohner, 1892,24 ha),
- Oberseifersdorf (1049 Einwohner, 898,57 ha),
- Radgendorf (112 Einwohner, 162,88 ha).

Die Einwohnerzahlen beziehen sich auf die Anzahl der Hauptwohnsitze am 31. Dezember 2021.

## Geschichte
Zum ersten Mal 1312 geschichtlich erwähnt, bestand der Ort ursprünglich aus drei Teilen, Oberherwigsdorf (1410 Bettelsdorf genannt und 1974 eingemeindet), der sogenannten Scheibe, einem bereits 1359 erwähnten Rittersitz und dem eigentlichen Kirchort Herwigsdorf mit jeweils eigenständigen Ortsrichtern. Infolge der Reformation waren die Cölestinermönche auf dem Oybin gezwungen, den Ort, den sie im 15. Jahrhundert in ihren Besitz bringen konnten, nach und nach an die Stadt Zittau zu verkaufen. Bis dahin überwiegend landwirtschaftlich geprägt, entwickelte sich mehr und mehr das Weberhandwerk, wodurch das heut bekannte Ortsbild mit vielen dicht gebauten Umgebindehäusern entstand.
Zu DDR-Zeiten errichtete der VEB Erdölverarbeitungswerk Schwedt ein Kinder-Ferienlager für die Kinder seiner Betriebsangehörigen.

## Politik

### Gemeinderat
Seit der Gemeinderatswahl am 9. Juni 2024 verteilen sich die 15 Sitze des Gemeinderates folgendermaßen auf die einzelnen Gruppierungen:
- Freiwilliger Wählerverein (FWV): 7 Sitze (− 2)
- Alternative für Deutschland (AfD): 3 Sitze (+ 3)
- Christlich Demokratische Union Deutschlands (CDU): 3 Sitze (− 1)
- offene Liste Mittelherwigsdorf (OL): 2 Sitze (− 1)

| Gemeinderat ab 2024Insgesamt 15 Sitze - OL: 2 - FWV: 7 - CDU: 3 - AfD: 3 | Liste                          | 2024   | 2024   | 2019   | 2019   | 2014   | 2014   |
| Gemeinderat ab 2024Insgesamt 15 Sitze - OL: 2 - FWV: 7 - CDU: 3 - AfD: 3 | Liste                          | Sitze  | in %   | Sitze  | in %   | Sitze  | in %   |
| Gemeinderat ab 2024Insgesamt 15 Sitze - OL: 2 - FWV: 7 - CDU: 3 - AfD: 3 | Freiwilliger Wählerverein      | 7      | 42,7   | 9      | 50,1   | 7      | 39,3   |
| Gemeinderat ab 2024Insgesamt 15 Sitze - OL: 2 - FWV: 7 - CDU: 3 - AfD: 3 | AfD                            | 3      | 22,5   | –      | –      | –      | –      |
| Gemeinderat ab 2024Insgesamt 15 Sitze - OL: 2 - FWV: 7 - CDU: 3 - AfD: 3 | CDU                            | 3      | 19,5   | 4      | 24,7   | 5      | 32,6   |
| Gemeinderat ab 2024Insgesamt 15 Sitze - OL: 2 - FWV: 7 - CDU: 3 - AfD: 3 | offene Liste Mittelherwigsdorf | 2      | 15,3   | 3      | 20,7   | 4      | 24,5   |
| Gemeinderat ab 2024Insgesamt 15 Sitze - OL: 2 - FWV: 7 - CDU: 3 - AfD: 3 | Linke                          | –      | –      | –      | 4,5    | –      | –      |
| Gemeinderat ab 2024Insgesamt 15 Sitze - OL: 2 - FWV: 7 - CDU: 3 - AfD: 3 | NPD                            | –      | –      | –      | –      | –      | 3,6    |
| Gemeinderat ab 2024Insgesamt 15 Sitze - OL: 2 - FWV: 7 - CDU: 3 - AfD: 3 | Wahlbeteiligung                | 77,8 % | 77,8 % | 70,1 % | 70,1 % | 64,5 % | 64,5 % |

### Bürgermeister
Bürgermeister ist seit 2012 Markus Hallmann (FWV).
| Wahl | Bürgermeister   | Vorschlag | Wahlergebnis (in %) |
| ---- | --------------- | --------- | ------------------- |
| 2019 | Markus Hallmann | FWV       | 99,8                |
| 2012 | Markus Hallmann | FWV       | 54,5                |
| 2008 | Bernd Rößner    | FWV       | 79,3                |
| 2001 | Bernd Rößner    | FWV       | 70,1                |

### Partnergemeinden
Die Gemeinde Mittelherwigsdorf hat zwei Gemeindepartnerschaften in Baden-Württemberg, die 1991 von den Vorgängermeinden geschlossen wurden. Die damalige Gemeinde Eckartsberg ging eine Partnerschaft mit der Gemeinde Dischingen ein, und Mittelherwigsdorf ging eine Partnerschaft mit Neunkirchen in Baden ein.

## Öffentliche Einrichtungen
Freizeit- und Sportanlagen
Das Naherholungsgebiet Sandbüschel ist seit 1959 Veranstaltungsort für die Sandbüschelfeste.
Die Gemeinde unterhält einen ca. 3 km langen Barfußpfad. Dieser wurde 2013 neu hergerichtet. Anfang und Ende befinden sich am Sportzentrum Mittelherwigsdorf in Scheibe.

## Verkehr
Der Haltepunkt Mittelherwigsdorf liegt an den Bahnstrecken Zittau–Löbau sowie Mittelherwigsdorf–Varnsdorf–Eibau.

## Kultur und Sehenswürdigkeiten
→ siehe auch: Liste der Kulturdenkmale in Mittelherwigsdorf
- Die  Kulturfabrik Meda am Bahnhof Mittelherwigsdorf unterhält ein Filmtheater und veranstaltet regelmäßig Workshops. Sie betreibt in Zusammenarbeit mit dem Internationalen Hochschulinstitut Zittau eine Forschungs-Pflanzenkläranlage.
- Die Kirche Mittelherwigsdorf ist eine der ältesten erhaltenen Dorfkirchen der Oberlausitz.
- Traumpalast: Musik und sonstige Veranstaltungen
- Dorfmuseum Eckartsberg im Riedelschen Gut
- Sandbüschelfeste

### Naturschutz
- Siehe auch: Liste der Naturdenkmale in Mittelherwigsdorf

## Persönlichkeiten

### Söhne und Töchter der Gemeinde
- Johann Georg Weber (1687–1753), lutherischer Theologe
- Ernst Willkomm (1810–1886), Schriftsteller
- Heinrich Moritz Willkomm (1821–1895), Botaniker
- Alwin Reinhold Korselt (1864–1947), Mathematiker
- Walther Förster (1886–1946), Kommunalpolitiker
- Eberhard Mannack (1928–2018), Literaturwissenschaftler und Hochschullehrer
- Herbert Bergmann (* 1929), Politiker (DBD)
- Uwe Häntsch (* 1949), Grafiker

### Weitere Persönlichkeiten
- David Fleischmann (1546–1606), lutherischer Pfarrer in Herwigsdorf, später in Reichenau, Besitzer der Zittauer Bibel